# Xã Wayne, Quận Bottineau, Bắc Dakota
Xã Wayne (tiếng Anh: Wayne Township) là một xã thuộc quận Bottineau, tiểu bang Bắc Dakota, Hoa Kỳ. Năm 2010, dân số của xã này là 32 người.